# Jean le Bel

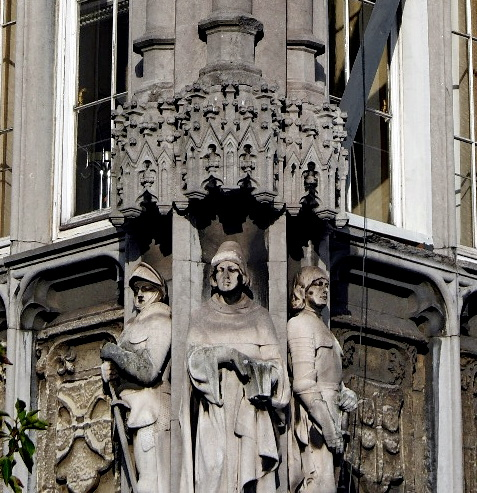
Standbeeld van Jean le Bel (rechts naast Jean d'Outremeuse) op de façade van provinciepaleis te Luik.

Jean le Bel was een 14e-eeuws Franstalig kroniekschrijver uit Luik.
Jean was priester en kanunnik van de Sint-Lambertuskathedraal te Luik en raadsheer van Jan II van Avesnes, graaf van Henegouwen en Holland. Hij overleed in 1370.
Hij heeft een kroniek geschreven (Vrayes Chroniques) waarin vele merkwaardigheden worden gevonden, met betrekking op de in zijn tijd gevoerde oorlogen (in het bijzonder de Honderdjarige Oorlog). De geschiedschrijver Jean Froissart betuigt dat hij bij het samenstellen van zijn geschiedenis veel gebruik van die kroniek heeft gemaakt.